# Ташла (приток Улы)
Ташла́ — река в Ставропольском крае, левая составляющая реки Улы. Исток реки находится в Таманском лесу в черте Ставрополя на территории мемориала «Холодный родник», река вбирает в себя все ручьи Таманского леса и Архиерейской лесной дачи. Река Ташла течёт на восток от Ставрополя и сливается с рекой Мутнянка возле села Старомарьевка, где обе реки образуют реку Улу.
Питание реки Ташла смешанное с преобладанием в межень грунтового питания, в половодье снегового, в паводок дождевого.
Русло реки в черте Ставрополя сильно загрязнено мусором и бытовыми отходами и зачастую используется жителями прилегающих домов в качестве бесплатной свалки.
Вода в реке загрязнена сливом промышленных предприятий и домов частного сектора.
На реке находятся Комсомольский и Пионерский пруды. Из-за загрязненности воды реки Ташла, её доступ в пруды перекрыт и вода в Комсомольский пруд поступает по трубопроводу из Сенгелеевского водохранилища.
Не путать с одноимённой рекой Ташлой, которая течёт на север от Ставрополя и является правым притоком реки Егорлык.
Притоки: Чла, Третья Речка.

## Галерея

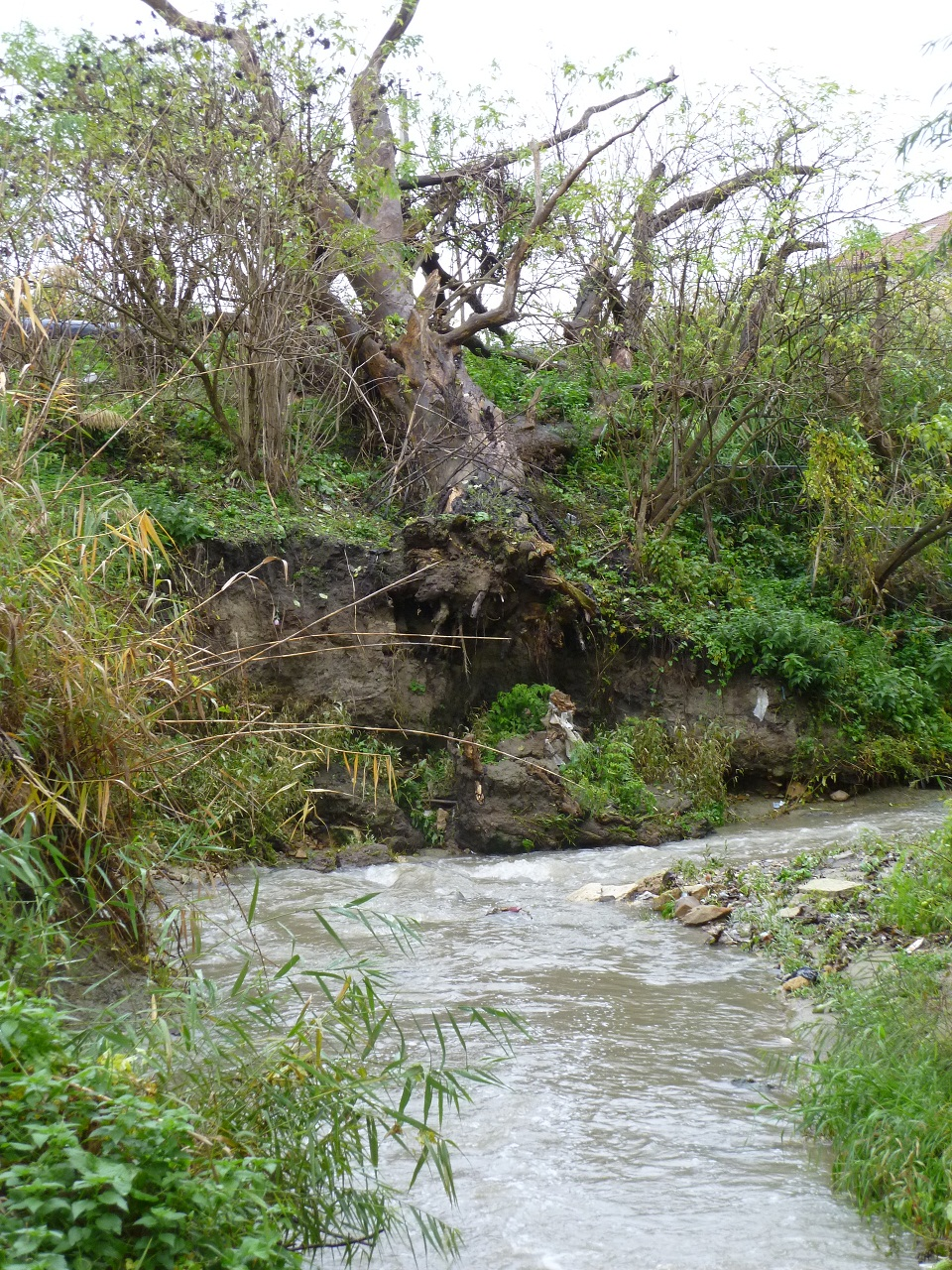
Река Ташла в районе Ташлы
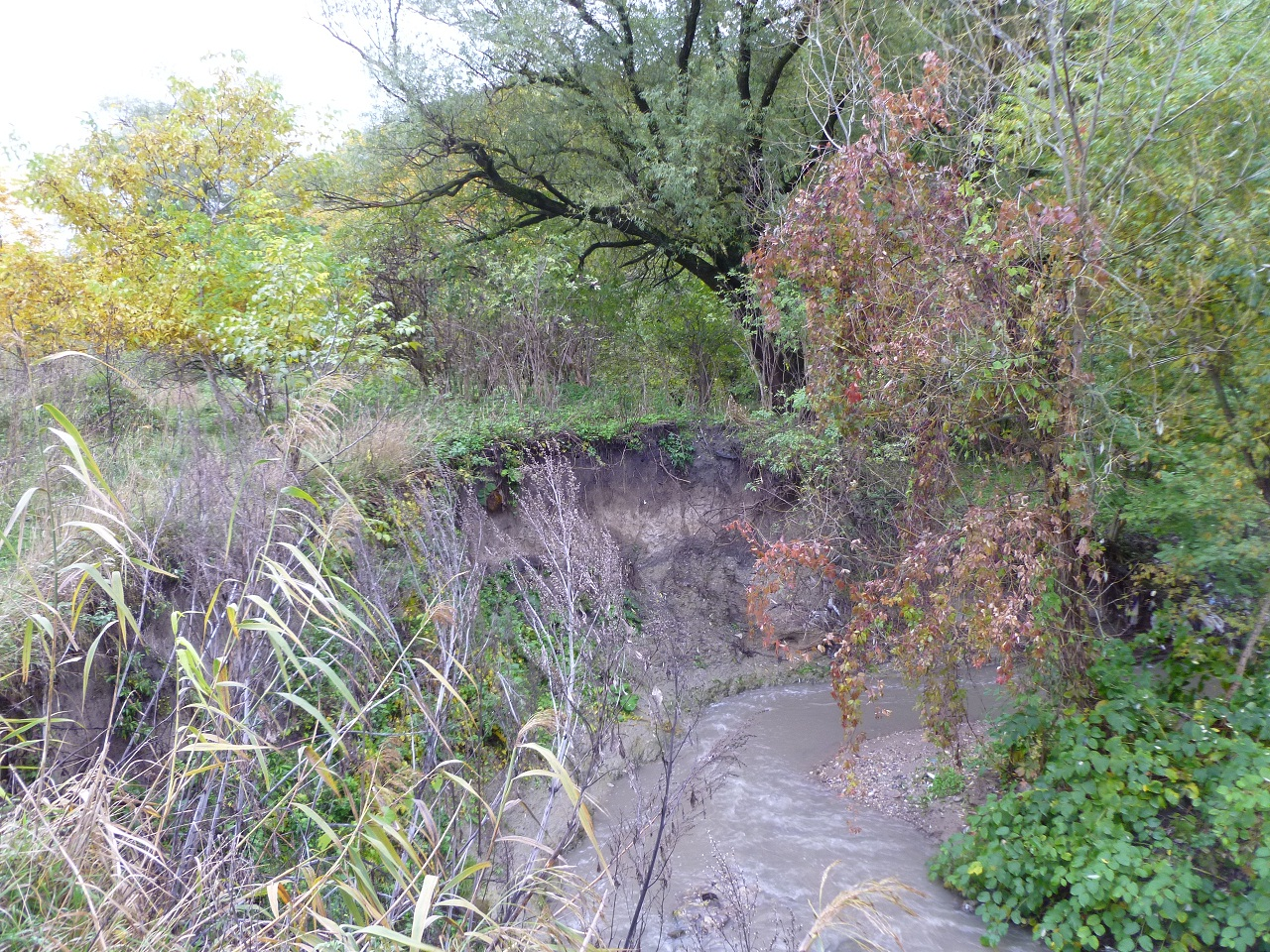
Река Ташла за местом впадения притока Члы
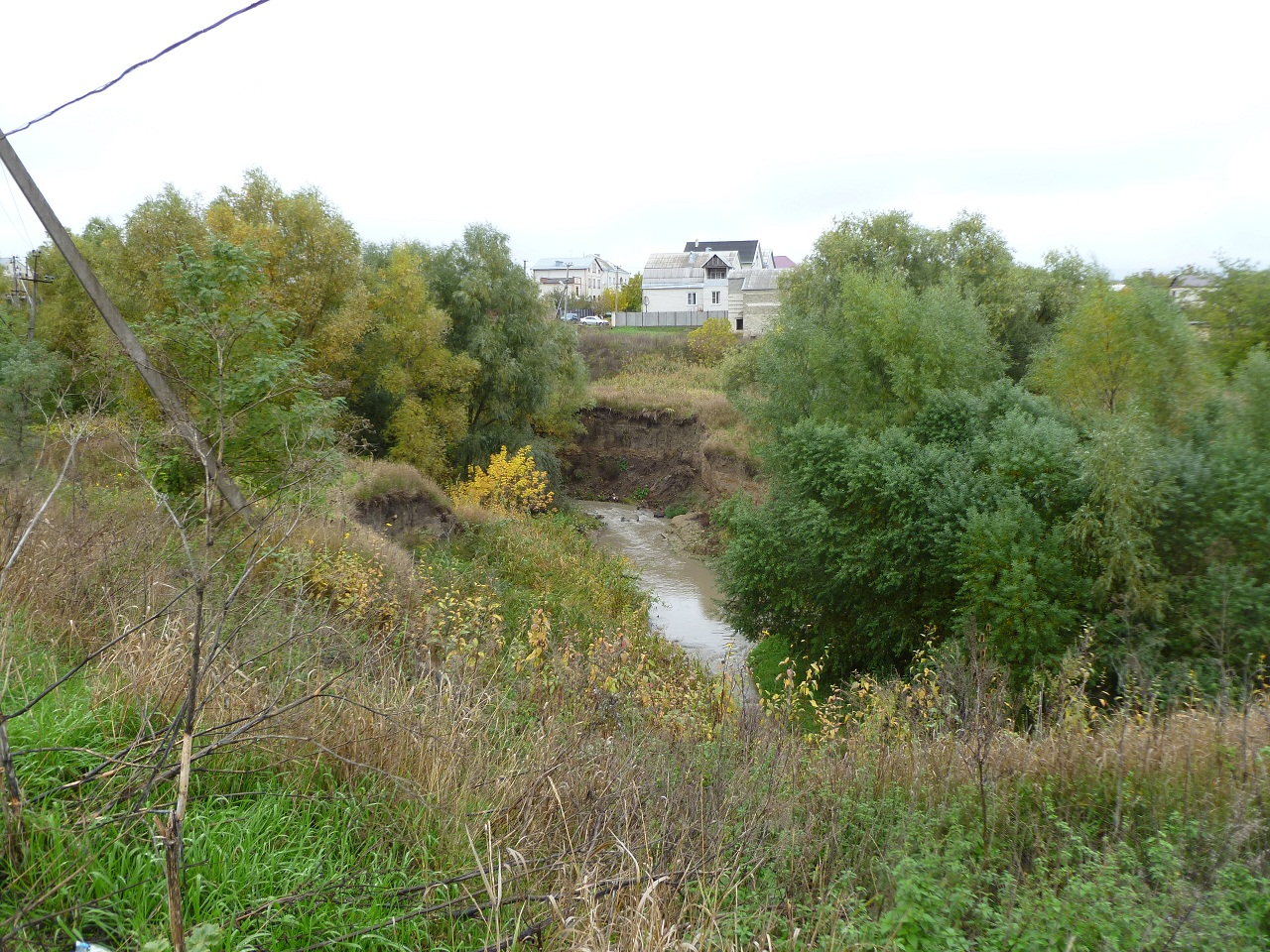
Ташла в черте Чапаевки
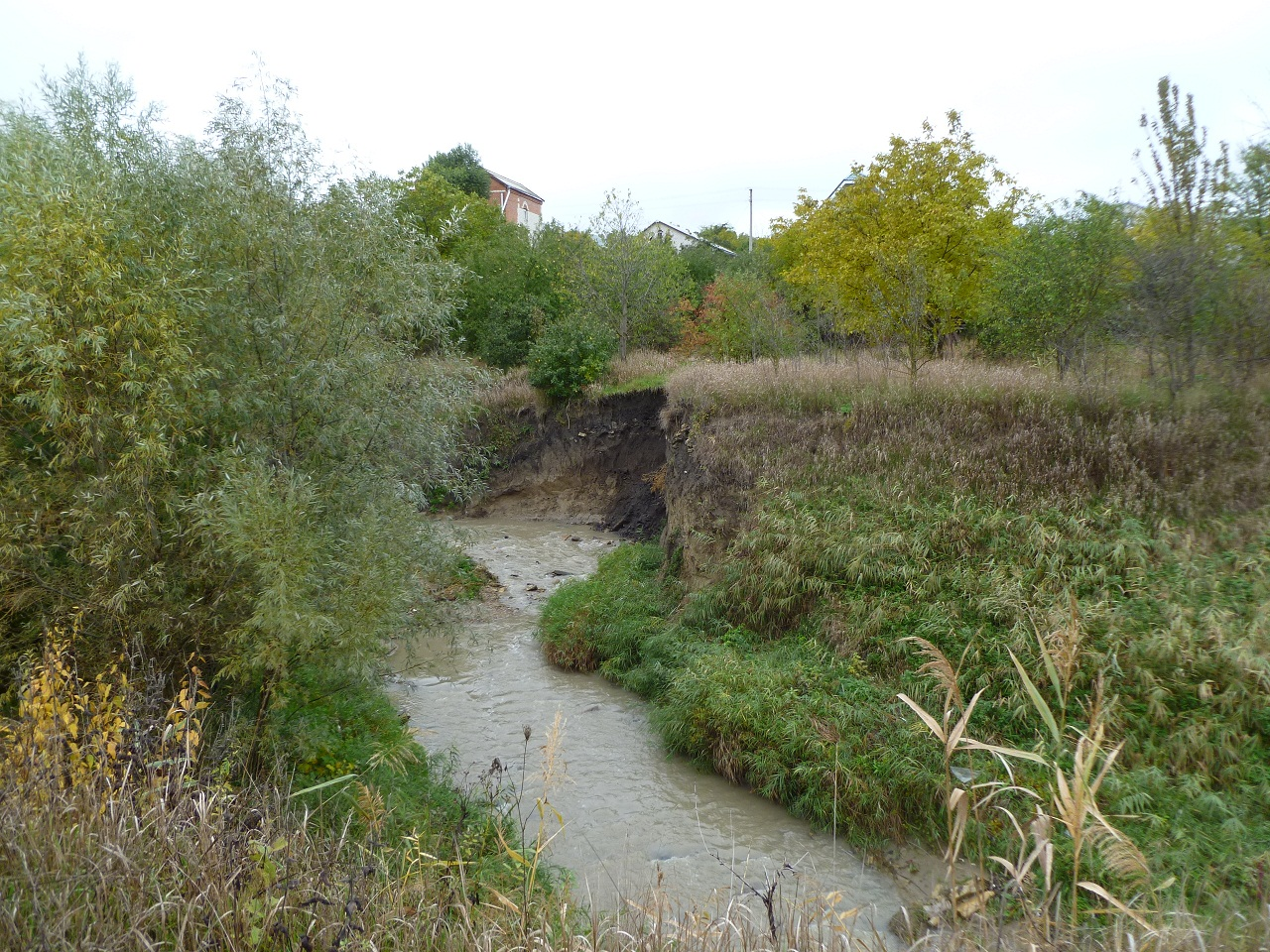
Ташла при выходе из Чапаевки
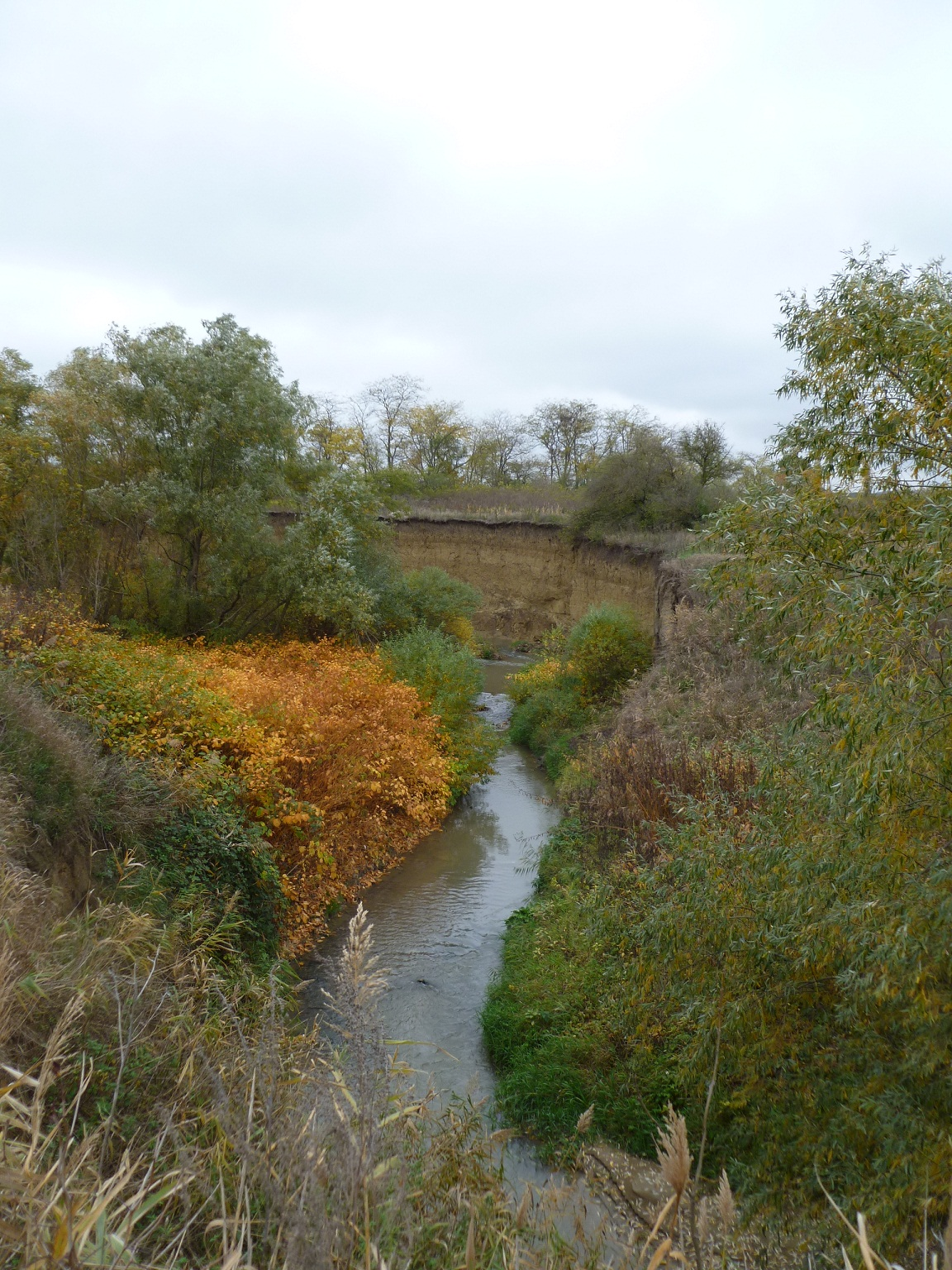
Ташла
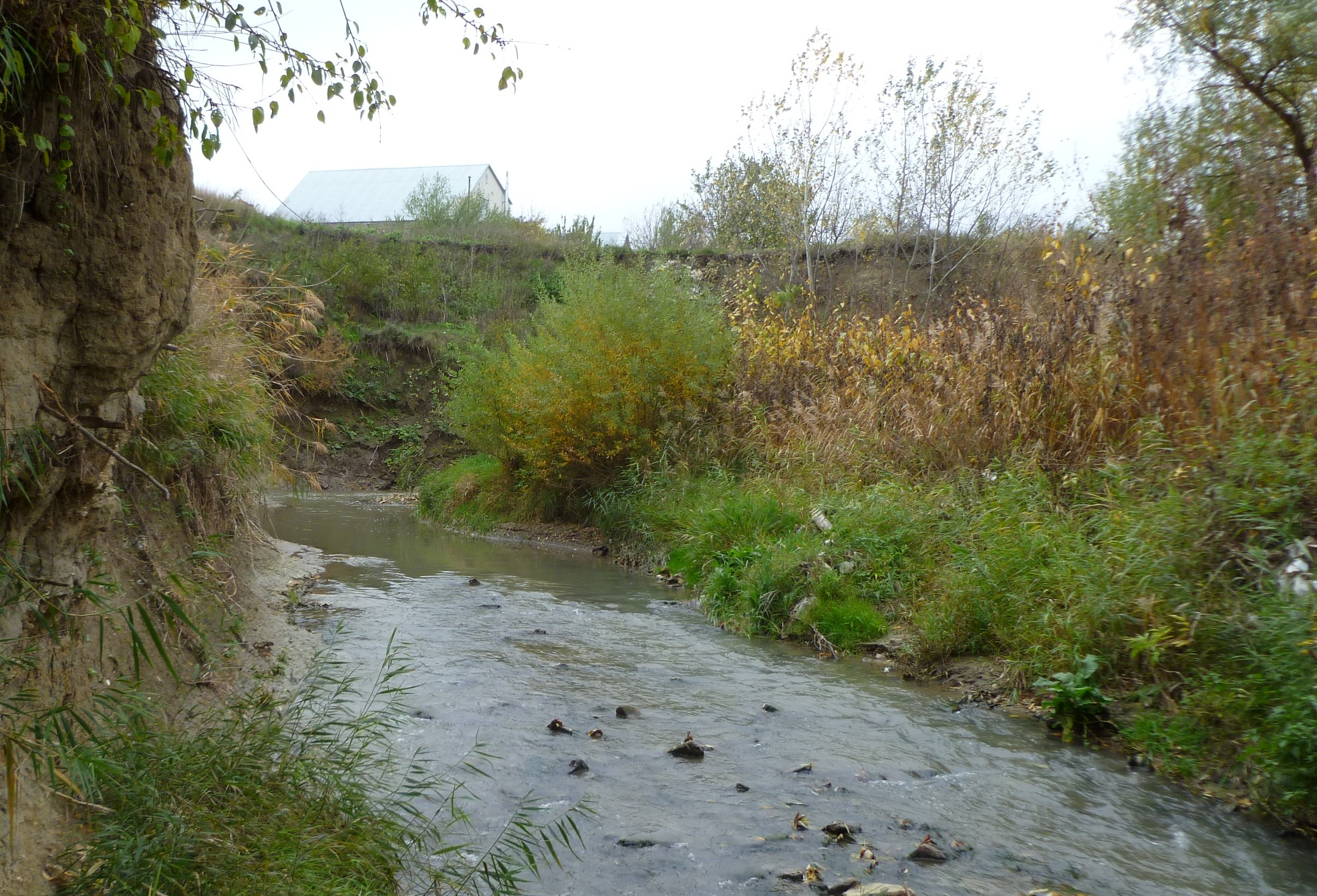
Ташла перед устьем Третьей Речки
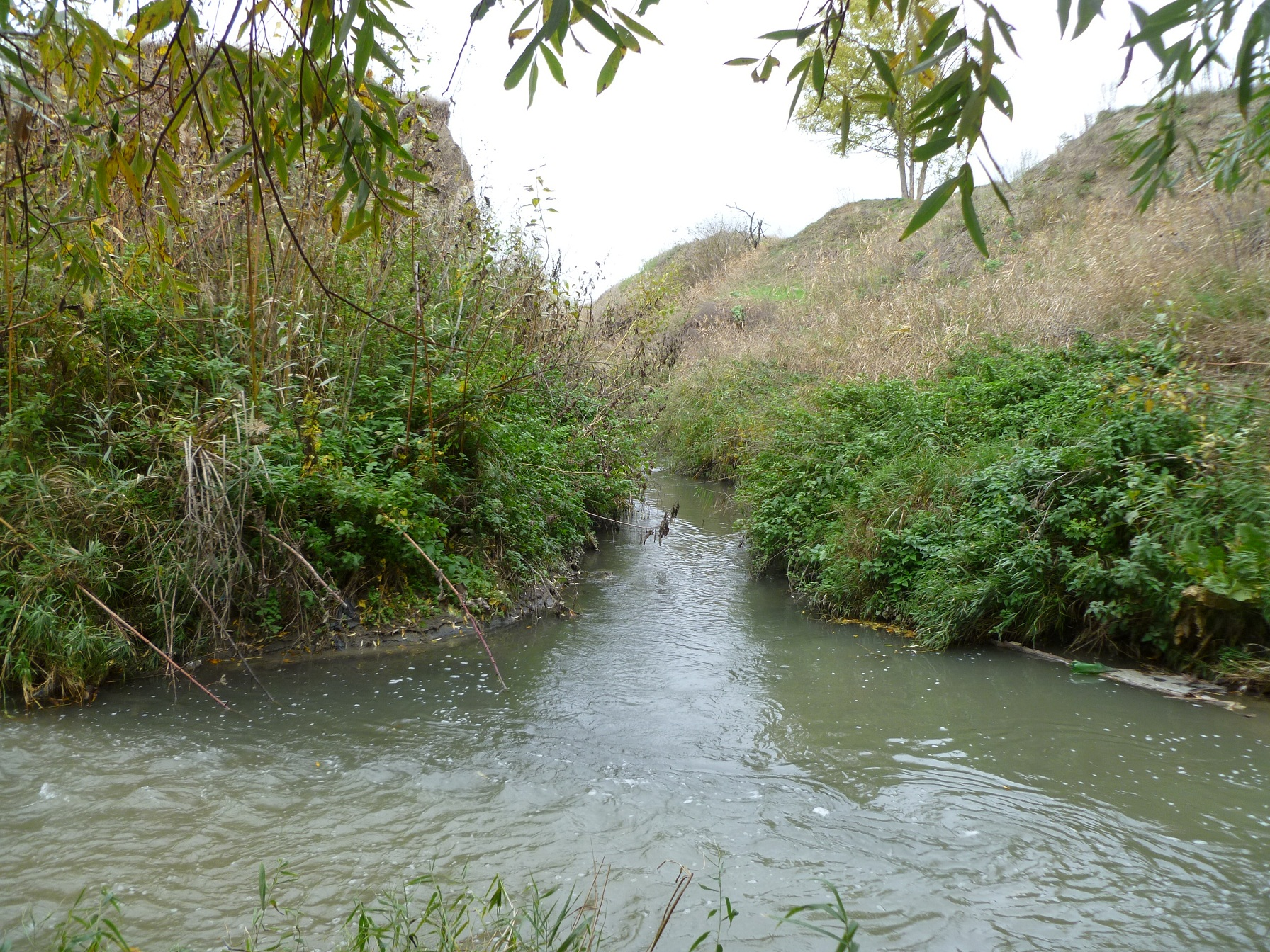
Впадение притока Третья речка в Ташлу
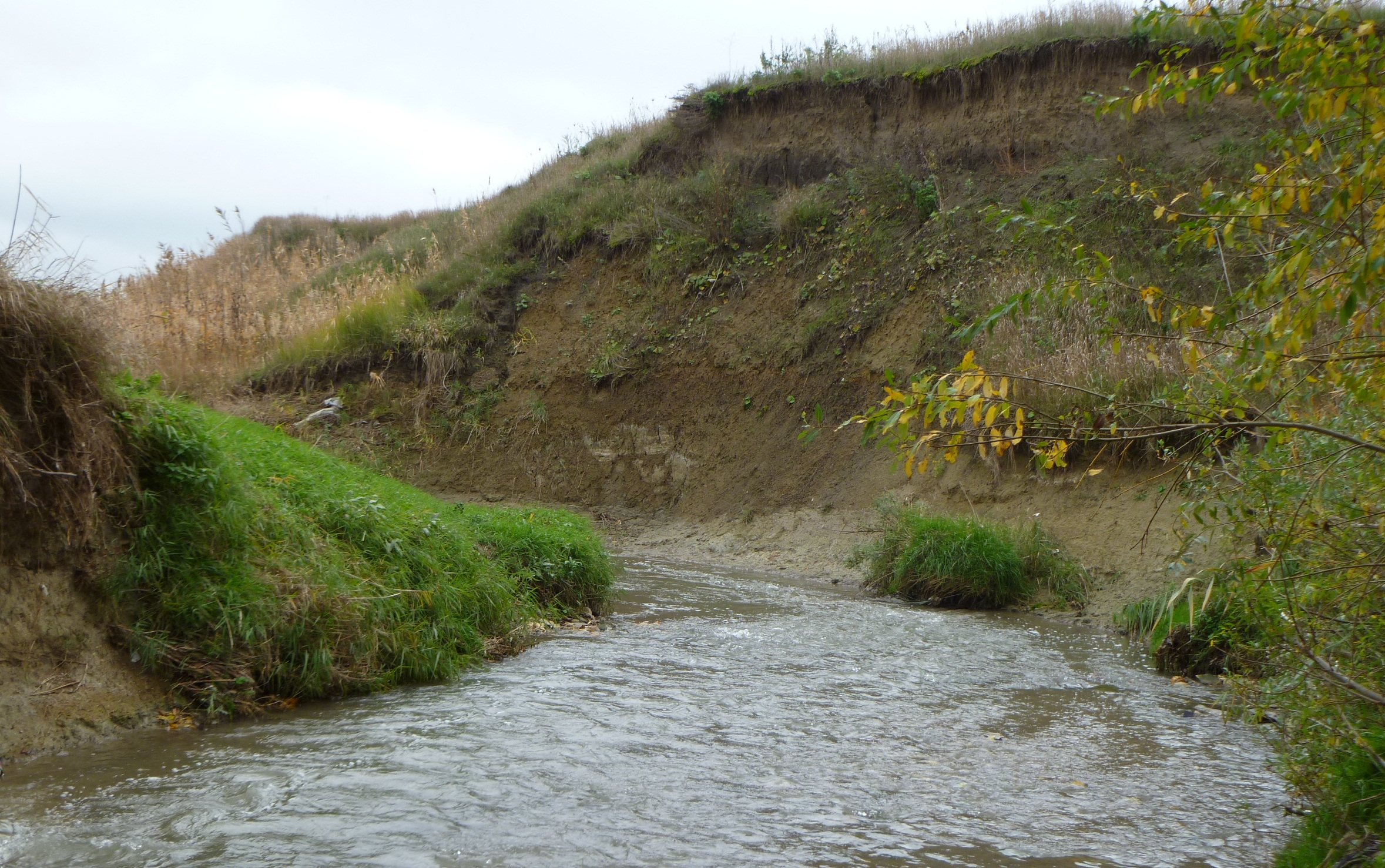
Ташла после впадения Третьей речки
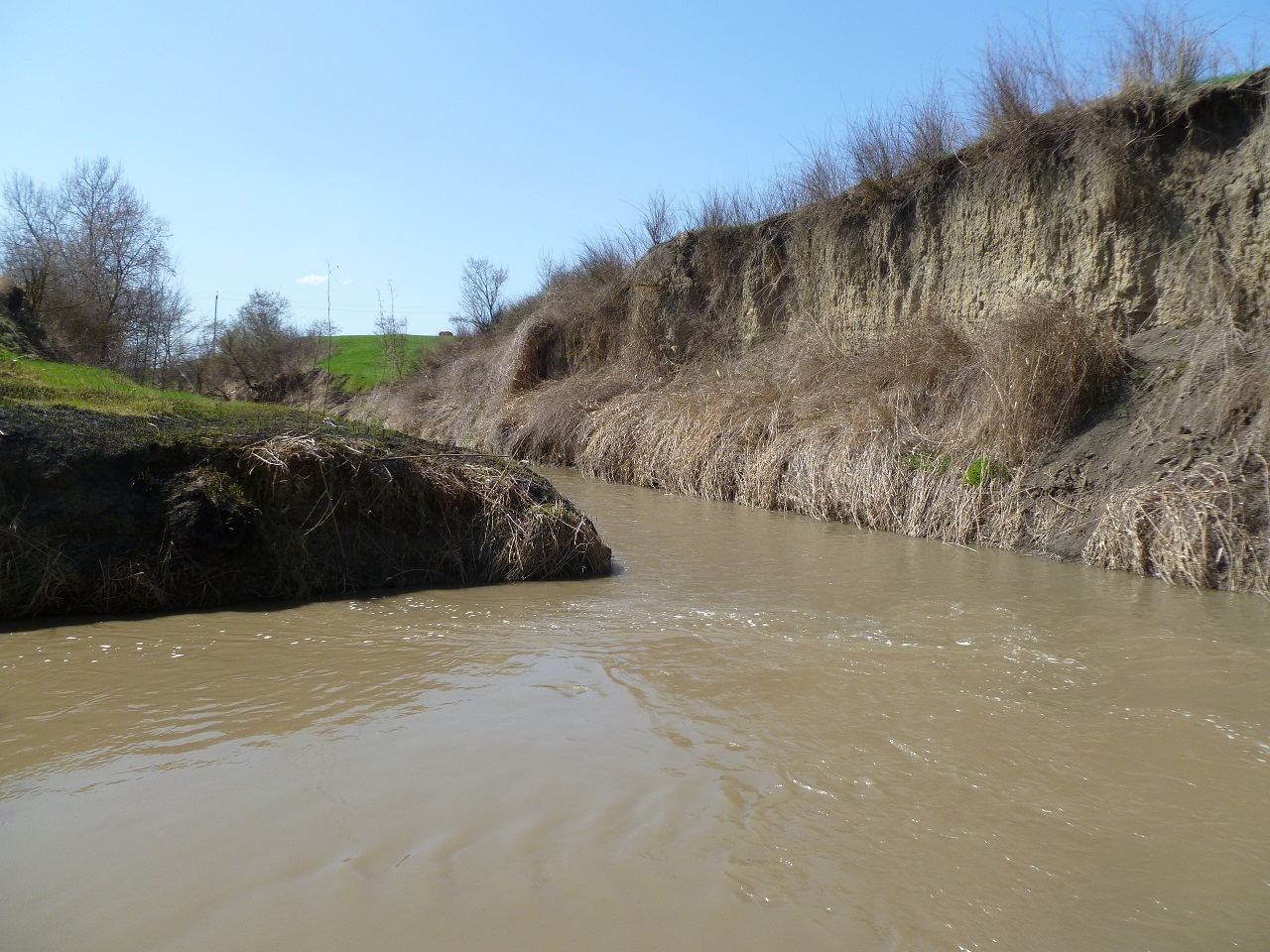
Ташла впадает в Улу
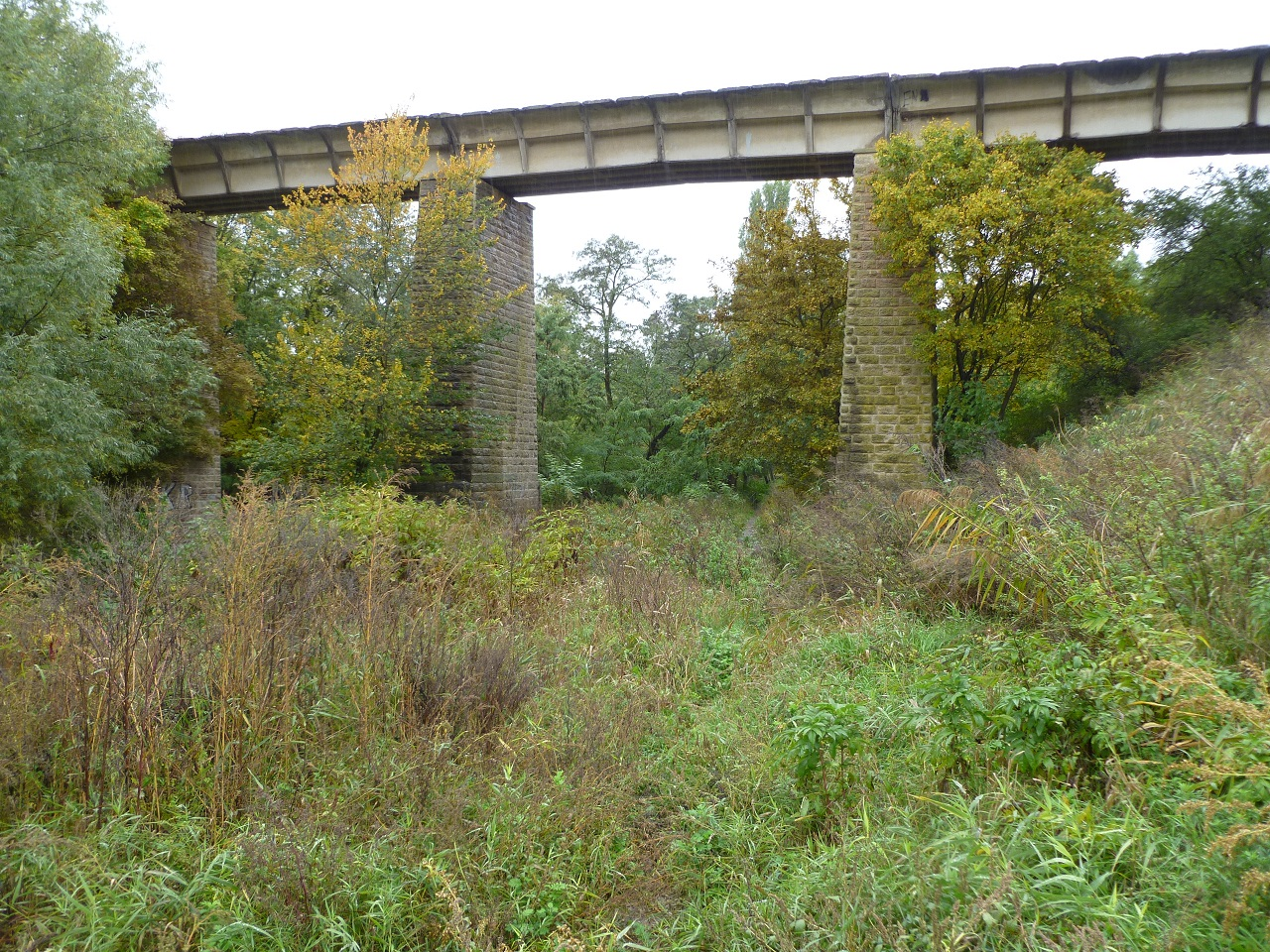
Ташлинский мост, на разобранном участке Туапсинской железной дороги.

## Мосты

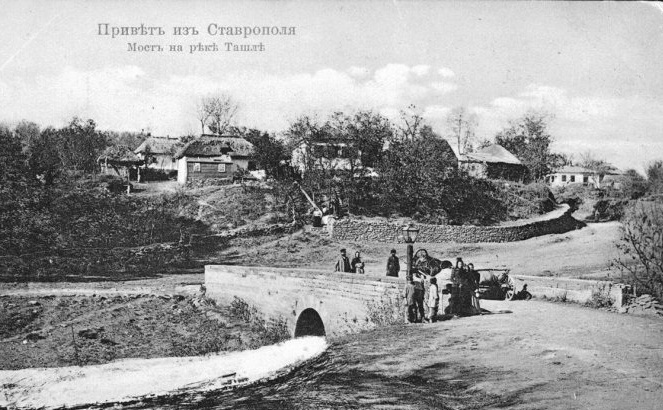
Мост через Ташлу
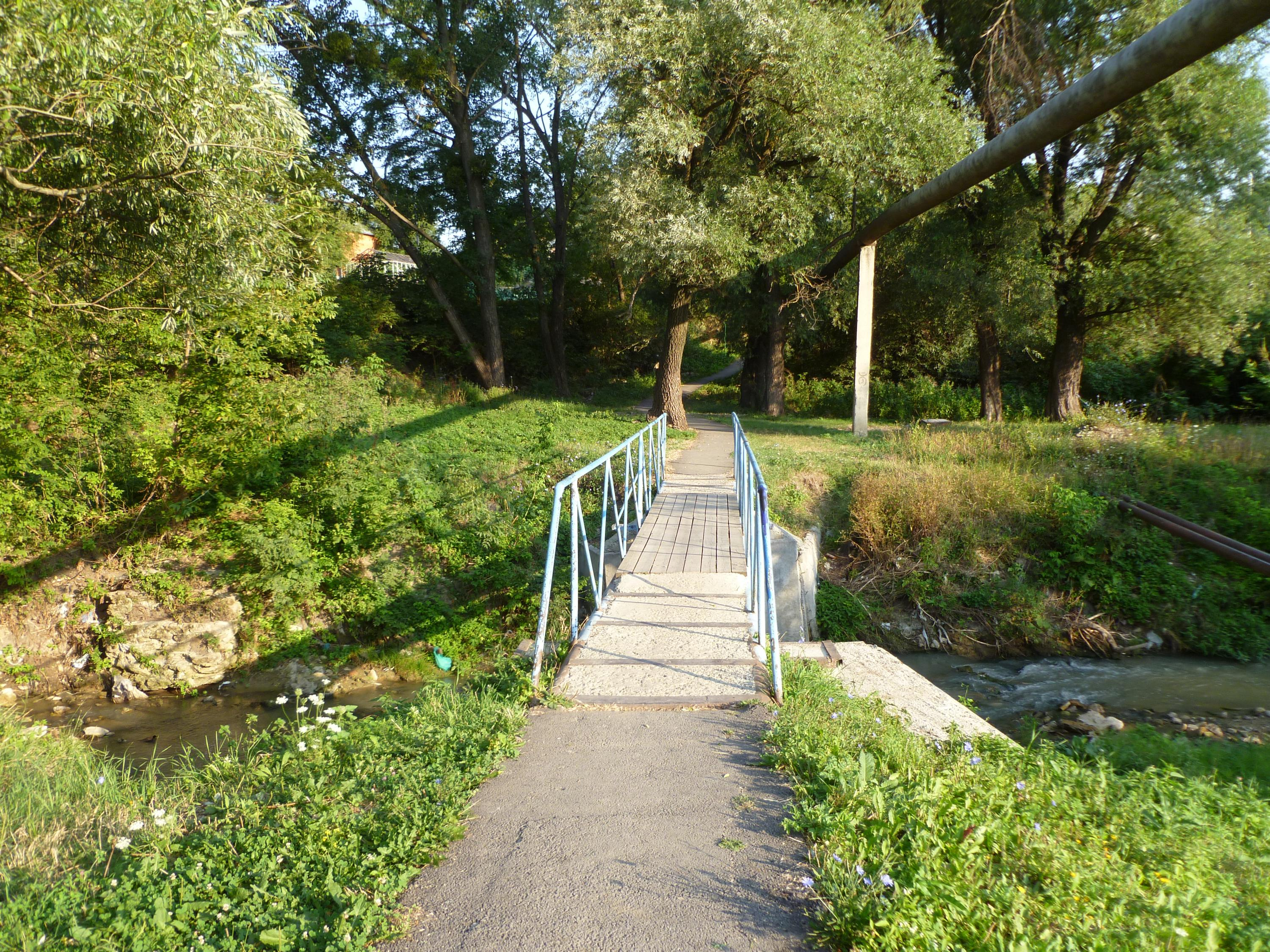
Мостик через Ташлу на ул. Красной
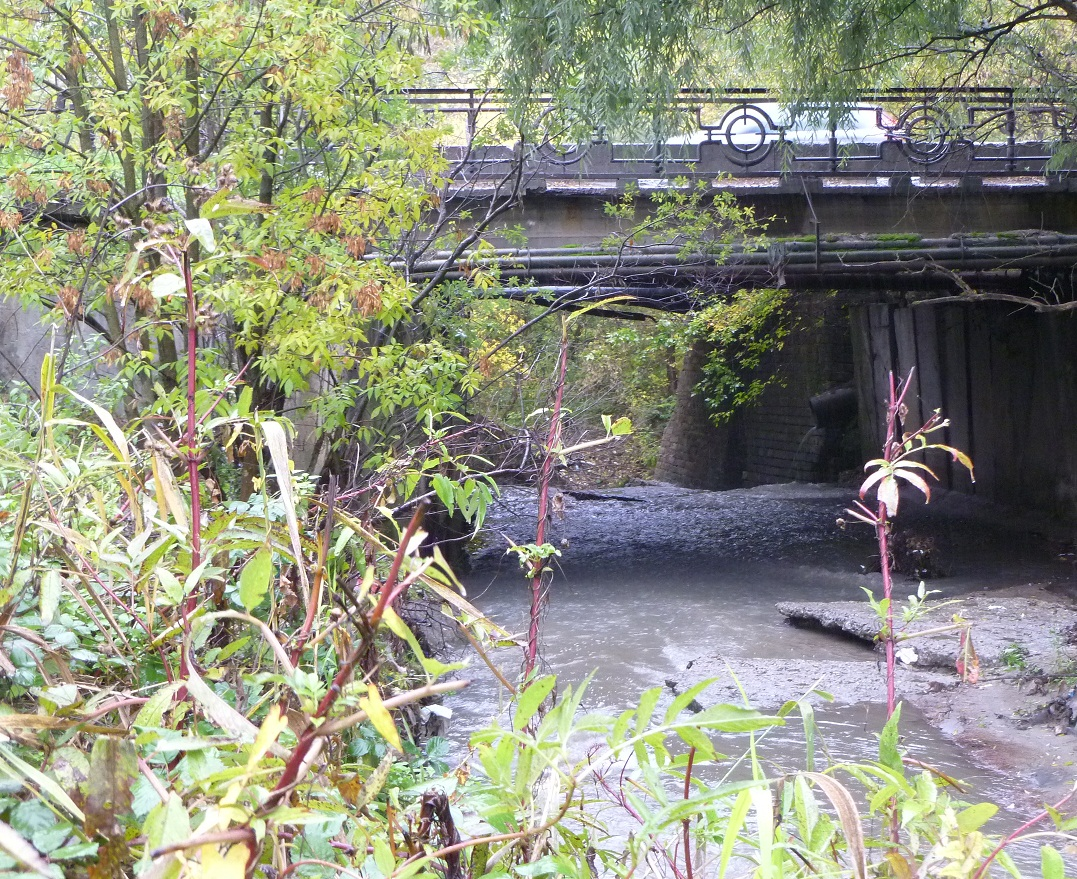
Мост через Ташлу на Чапаевском проезде

Мосты в Ставрополе — от истока к устью:
- Автомобильный мост на ул. Железнодорожной
- Автомобильный мост на ул. Вавилова
- Пешеходный мост по ул. Ташлянской
- Пешеходный мост на ул. Фурманова
- Пешеходный мост по пер. Чаадаева
- Пешеходный мост на ул. Тургенева
- Автомобильный мост на ул. Трунова
- Пешеходный мост на ул. Российской
- Автомобильный мост на ул. Красной
- Пешеходный мост на ул. Красной
- Пешеходный мост по ул. Шевченко
- Пешеходный мост по ул. Прокофьева
- Автомобильный мост на ул. Федосеева
- Автомобильный мост на Чапаевском проезде
- Пешеходный мост на Чапаевском проезде
- Мост Туапсинской железной дороги (Ташлинский мост) — не эксплуатируется
- Пешеходный мост по ул. Парижской Коммуны
- Автомобильный мост в начале ул. Чапаева

Мосты вне Ставрополя:
- Автомобильный мост на Северном объезде
- Мост на трассе А154 у с. Старомарьевка на въезде со стороны Ставрополя